# Chú mèo Leopold
Chú mèo Leopold (tiếng Nga: Кот Леопольд) là tên gọi loạt phim hoạt hình của hãng Ekran sản xuất từ năm 1975 đến 1993.

## Nhân vật
- Mèo Leopold
- Chuột Xám Mitya và Chuột Trắng Motya

## Danh sách các tập phim

### 1975 - 1987
1. Phục thù (Месть кота Леопольда)
2. Con cá vàng (Леопольд и золотая рыбка)
3. Kho báu (Клад кота Леопольда)
4. Chiếc máy truyền hình (Телевизор кота Леопольда)
5. Một cuộc dạo chơi (Прогулка кота Леопольда)
6. Ngày sinh nhật (День рождения кота Леопольда)
7. Kỳ nghỉ hè (Лето кота Леопольда)
8. Trong giấc ngủ và khi tỉnh dậy (Кот Леопольд во сне и наяву)
9. Cuộc phỏng vấn (Интервью с котом Леопольдом)
10. Phòng khám đa khoa (Поликлиника кота Леопольда)
11. Chiếc xe hơi (Автомобиль кота Леопольда)

### 1993
1. Chỉ cần Murka (Просто Мурка)
2. Ngày Chủ nhật đáng ghét (Не всё коту масленица)
3. Món súp Mèo (Суп с котом)
4. Chú Mèo đi hia (Кот в сапогах)